# Zygophlebia forsythiana
Zygophlebia forsythiana är en stensöteväxtart som först beskrevs av Bak., och fick sitt nu gällande namn av Barbara S. Parris. Zygophlebia forsythiana ingår i släktet Zygophlebia och familjen Polypodiaceae. Inga underarter finns listade.